# Billy Ray Cyrus
William Ray Cyrus, bardziej znany jako Billy Ray Cyrus (ur. 25 sierpnia 1961 w Flatwoods) – amerykański piosenkarz country i aktor. Wystąpił w roli Robby’ego Raya Stewarta w serialu Hannah Montana. Brał udział w 4. edycji programu Taniec z gwiazdami w USA, w której zajął 5. miejsce.

## Życiorys

### Wczesne lata
Urodził się w Flatwoods w Kentucky jako syn Ruth Ann Casto i Ronalda „Rona” Raya Cyrusa, lokalnego polityka i byłego hutnika. Jego ojciec grał na gitarze, matka na pianinie, a dziadek, który był zielonoświątkowym kaznodzieją, na skrzypcach. Wykonywana w domu muzyka gospel i bluegrass wywarła na niego istotny wpływ i w wieku czterech lat zaczął śpiewać. Jego rodzice rozwiedli się w 1966. Uczęszczał do Georgetown College, gdzie otrzymał stypendium baseballowe.

### Kariera
W 1980 razem z bratem założył zespół Sly Dog i grał w klubie w Ohio. Wkrótce Cyrus zrezygnował ze studiów na Morehead State University w Morehead, aby zająć się muzyką.
W 1984 w wyniku pożaru spalił się klub, w którym występował Cyrus, a wszystkie jego instrumenty muzyczne zostały zniszczone. W tym samym roku przeniósł się do Los Angeles, mając nadzieję na uzyskanie kontraktu nagraniowego, ale jego próby nie powiodły się i wkrótce wrócił do Kentucky. Występował w Nashville, stopniowo doskonaląc swoje umiejętności. Został zauważony przez piosenkarza country Dela Reevesa, który przedstawił go przełożonym w Mercury Records. Kierownik muzyczny wytwórni płytowej Harold Shedd był pod wrażeniem debiutu Cyrusa w duecie z piosenkarką country Rebą McEntire i natychmiast podpisał z nim kontrakt.
W 1992 wydał swój debiutancki album Some Gave All, który odniósł komercyjny sukces, sprzedając się w ponad 20 mln egzemplarzy na całym świecie. W 1993 nagrał swój drugi album It Won’t Be the Last, składający się z czterech singli, z których wszystkie odniosły umiarkowany sukces. Następnie zaczął koncertować, a w następnym roku wydał swój trzeci album Storm in the Heartland. W 1996, gdy jego popularność spadała, wydał swój czwarty album Trail of Tears. Choć chwalony przez krytyków, album okazał się komercyjną porażką. W 1998 wydał kolejny album zatytułowany Shot Full of Love, który nie zrobił wrażenia na melomanach. Po tej porażce Cyrus zakończył współpracę z Mercury Records i w następnym roku podpisał kontrakt z Monument Records. W 2000 wydał album zatytułowany Southern Rain.

## Życie prywatne
Od 1986 do 1991 był żonaty z Cindy Smith, z którą współtworzył piosenki „Wher’m I Gonna Live?” i „Some Gave All”, z których oba znalazły się na jego debiutanckim albumie Some Gave All z 1992. Ze związku z Kristin Luckey ma syna Christophera (ur. 8 kwietnia 1992). 28 grudnia 1993 poślubił Leticię „Tish” (z domu Finley), z którą ma dwie córki: Miley Cyrus (ur. 1992), z którą grał w serialu Hannah Montana, i Noah Lindsey Cyrus (ur. 2000) oraz syna Braisona Chance (ur. 1994). 
26 października 2010 r. piosenkarz złożył wniosek o rozwód, powołując się na "różnice nie do pogodzenia". Następnego dnia w oświadczeniu ogłaszającym ich rozstanie, Billy i Tish powiedzieli: „Jak możecie sobie wyobrazić, jest to bardzo trudny czas dla naszej rodziny... Staramy się przepracować pewne sprawy osobiste. Doceniamy Wasze przemyślenia i modlitwy. Natomiast 18 marca 2011 roku Billy Ray ogłosił w The View, że porzucił pomysł rozwodu.
Niemniej jednak 13 czerwca 2013 r. to żona artysty złożyła pozew o rozwód z Billym Rayem po 19 latach małżeństwa, argumentując go różnicami nie do pogodzenia. Miesiąc później poinformowali, że poszli na terapię par i ożywili swój związek. Po wielu wzlotach i upadkach w kwietniu 2022 r. Tish Cyrus po raz drugi złożyła wniosek o rozwód, a dokumenty rozwodowe ujawniły, że para była w separacji przez ponad dwa lata. W obliczu napięcia sporu rodzinnego Billy i jego córka Miley przestali się do siebie odzywać.
20 października 2022 r. piosenkarz za pośrednictwem aplikacji Instagram potwierdził plotki o zaręczynach z ponad 30 lat młodszą od siebie partnerką o pseudonimie "Firerose". Początkowo spotykali się na stopie zawodowej, pracując ze sobą nad singlem New Day. W 2023 roku wzieli ślub a W 2024 roku się rozwiedli. Obecnie spotyka się z Elizabeth Hurley.

## Dyskografia
- Some Gave All (1992)
- It Won't Be the Last (1993)
- Storm in the Heartland (1994)
- Trail of Tears (1996)
- Shot Full of Love (1997)
- Southern Rain (1998)
- Time Flies (2003)
- The Other Side (2004)
- Wanna Be Your Joe (2006)
- I Learned From You (2006)
- Home At Last (2007)
- Love Songs (2008)
- Back To Tennessee (2009)
- Brother Clyde (2010)
- Icon (2011)
- I'm American (2011)
- Change My Mind (2012)
- Thin Line (2016)
- Set the Record Straight (2017)

## Filmografia
- Radical Jack (2000) jako Jack
- Doc (2001) jako Dr. Clint Cassidy
- Mulholland Drive (2001) jako Gene
- Wish You Were Dead (2002) jako Dean Longo
- Death and Texas (2004) jako Spoade Perkins
- Elvis Has Left the Building (2004) jako Hank
- Hannah Montana (2006-2010) jako Robby Ray Stewart
- Hannah Montana: Film (2009) jako Robby Ray Stewart
- Flying By (2009) jako George Barron
- Nasza niania jest agentem (The Spy Next Door) (2010) jako Colton James
- Rekinado 2: Drugie ugryzienie (Sharknado 2: The Second One) (2014) jako Doctor Quint
- Still the King (2016-2017) jako Vernom Brownmule